# Konstantinische Dynastie

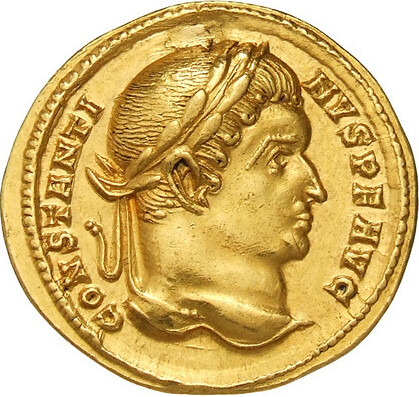
Solidus mit dem Porträt Kaiser Konstantins

Als konstantinische Dynastie wird die von Constantius I. und dessen Sohn Konstantin begründete Dynastie römischer Kaiser bezeichnet. Sie reichte von der Erhebung Constantius’ I. zum Unterkaiser im Jahr 293 bis zum Tod Kaiser Julians im Jahr 363. Seit 324, als Konstantin einen langwierigen Bürgerkrieg endgültig für sich entscheiden konnte und Alleinherrscher wurde (Auflösung der römischen Tetrarchie), herrschten die Angehörigen der konstantinischen Dynastie weitgehend unangefochten über das Reich. Aufgrund der Tatsache, dass der Name „Flavius“ unter Konstantin dem Großen nach den bis 96 n. Chr. regierenden Flaviern zum zweiten Mal zu einem Bestandteil des Herrschertitels wurde, wird sie auch manchmal als Zweite flavische Dynastie oder als Dynastie der Neo-Flavier bezeichnet.
Die Zeit der konstantinischen Dynastie ist durch einen tiefgreifenden Wandel innerhalb des Römischen Reiches gekennzeichnet. Die wichtigste Veränderung war die von Konstantin dem Großen eingeleitete konstantinische Wende hin zum Christentum, die Julian später zu revidieren versuchte. Vor allem Konstantins Söhne mussten sich mit erheblichen kirchenpolitischen Problemen auseinandersetzen (vgl. arianischer Streit). Von den konstantinischen Kaisern gingen aber auch weitere wichtige Reformen aus: So verlagerte Konstantin die Hauptstadt in den Osten des Reiches, nach Konstantinopel. Eine der wichtigsten Aufgaben für die Kaiser war die Sicherung der Grenzen. Im Osten kam es immer wieder zu Kriegen mit den Sassaniden unter Schapur II., die von Constantius II. noch relativ erfolgreich abgewehrt wurden, während Julian schließlich auf einem katastrophal verlaufenden Feldzug im Sassanidenreich fiel (vgl. Römisch-Persische Kriege). An der Donau mussten zudem die Goten abgewehrt werden, am Rhein vor allem Alamannen und Franken, wobei sich Julian besonders hervortat.

## Zeitgeschichtlicher Hintergrund
Im Laufe des 3. Jahrhunderts, an dessen Ende schließlich mit Constantius I. der erste Angehörige der konstantinischen Dynastie zum Kaiser erhoben wurde, hatten sich diverse Probleme des Prinzipatssystems gezeigt. Seit 235 regierten Soldatenkaiser über das Römische Reich, die meist vom Heer zu Kaisern ausgerufen wurden. Diese sogenannte Reichskrise des 3. Jahrhunderts war durch eine hohe politische Instabilität gekennzeichnet: Oft gab es mehrere Kaiser, die sich gegenseitig bekämpften, kaum einer der Kaiser in dieser Zeit starb eines natürlichen Todes – 235–285 gab es insgesamt 70 Kaiser. Gleichzeitig stellten sich außenpolitische Probleme ein: Während sich die schon vorher bestehende Bedrohung durch die Germanen an Rhein und Donau noch verschärfte, entstand im Osten seit 224 eine neue Gefahr durch die persischen Sassaniden.
284 kam schließlich Diokletian an die Macht. Er reformierte nicht nur das Provinzsystem (Verkleinerung der Provinzen und Einführung von Diözesen), sondern trennte auch die zivile Verwaltung streng von der militärischen. Vor allem wegen dieser Reformen, die zu einer stärkeren Bürokratisierung und Zentralisierung des Römischen Reiches führten, setzt man mit dem Regierungsantritt Diokletians heute allgemein den Epochenübergang vom Prinzipat zur Spätantike an. Diokletian führte außerdem ein neues Steuersystem ein (Capitatio-Iugatio), das während der ganzen Spätantike seine Geltung behielt. In einer Militärreform erhöhte er die Anzahl der Legionen, deren Mannschaftsstärke aber gleichzeitig reduziert wurde. Gegen die Inflation versuchte er mit einem – wohl gescheiterten – Höchstpreisedikt vorzugehen.
Die politische Instabilität der Reichskrise, in der die ständigen Usurpationen zu einer Lähmung des gesamten Reiches führten, bekämpfte Diokletian 293 mit der Einführung der Tetrarchie. In diesem System sollten jeweils vier Kaiser regieren, zwei davon als Augusti, also Oberkaiser, zwei als Caesares, als Unterkaiser. Jeder der Kaiser konnte innerhalb seines Gebietes relativ autonom agieren; Gesetze wurden im Namen aller Kaiser erlassen. Schon 286 hatte Diokletian seinen Freund Maximian zum zweiten Augustus ernannt und das Reich in zwei Hälften geteilt: Maximian regierte im Westen, Diokletian im Osten, bis 293 die beiden Caesares Constantius Chlorus und Galerius hinzukamen. Die Tetrarchen, die untereinander nicht verwandt waren, versuchten durch Heirat und Verschwägerung einen erhöhten Zusammenhalt zu gewährleisten, was sich aber schon Anfang des 4. Jahrhunderts als vergeblich erwies: Das tetrarchische System konnte ohne Diokletian, der sein Amt 305 freiwillig abgab, nicht bestehen und mündete in eine rasche Folge von Bürgerkriegen, aus denen schließlich Konstantin der Große als Sieger hervorging.

## Die konstantinische Dynastie

### Constantius Chlorus und Konstantin der Große

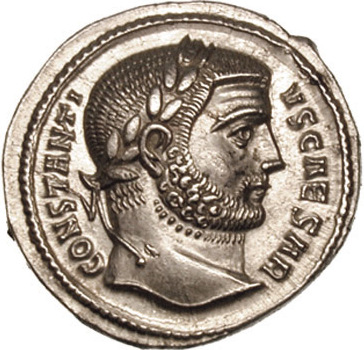
Constantius Chlorus

Der Begründer der konstantinischen Dynastie war Constantius I. Er lebte seit etwa 270 mit Helena zusammen, die er aufgrund ihrer niedrigen Herkunft aber wahrscheinlich nicht heiratete. Das Paar hatte einen Sohn, Konstantin. Constantius trennte sich von Helena, als er – wahrscheinlich im Jahr 289 – Theodora heiratete, die Stieftochter des Kaisers Maximian. Diese Verbindung war wahrscheinlich politisch motiviert, jedenfalls wurde Constantius bei Einführung der Tetrarchie 293 zum Caesar (Mit- bzw. Unterkaiser) Maximians erhoben. Aus der Ehe zwischen Constantius und Theodora gingen sechs Kinder hervor: die drei Jungen Julius Constantius, Flavius Dalmatius und Flavius Hannibalianus sowie die Töchter Constantia, Anastasia und Eutropia. Constantius I. legte so den Grundstein zu einer später gärenden Rivalität zwischen dem Familienzweig Konstantins und dem der Kinder der Theodora.
Bei Constantius’ Tod 306 im britannischen Eburacum riefen die Soldaten dessen Sohn Konstantin zum Kaiser aus. Bei der Annahme der Augustuswürde missachtete dieser die tetrarchische Nachfolgeregelung, nach der eigentlich Severus zum Nachfolger des Constantius designiert war, und riskierte damit den Ausbruch eines Bürgerkriegs. Vor 307 war er mit Minervina, die 305 seinen ersten Sohn Crispus gebar, verheiratet oder zumindest liiert. 307 heiratete er Fausta, eine weitere Tochter Maximians, um mit diesem, der sich ebenfalls unrechtmäßig zum Kaiser hatte ausrufen lassen, ein politisches Bündnis zu schließen. Ob Minervina zu diesem Zeitpunkt bereits tot war oder Konstantin sie verstieß, ist aus den Quellen nicht mehr zu rekonstruieren. Die folgenden Jahre waren von heftigen Machtkämpfen zwischen Konstantin und seinen Konkurrenten um den Kaiserthron bestimmt, bis der Bürgerkrieg mit Konstantins Sieg gegen den Usurpator Maxentius in der Schlacht an der Milvischen Brücke im Jahr 312 vorerst beendet wurde. Konstantin verständigte sich mit Licinius, der von nun an den Osten regierte, während Konstantin im Westen des Römischen Reiches herrschte. Um das Bündnis zu festigen, heiratete Licinius Constantia, die Halbschwester Konstantins. Auch Anastasia, seine andere Halbschwester, nutzte er für seine Heiratspolitik, als er sie 313 oder 314 mit Bassianus verheiratete, der kurzzeitig sein Caesar war. Noch im selben Jahr erließen die beiden Kaiser die Mailänder Vereinbarung, in dem die freie Ausübung aller Religionen im Reich gestattet wurde. Konstantin förderte in der Folgezeit vor allem das Christentum und ließ sich am Ende seines Lebens sogar taufen (vgl. konstantinische Wende).
Spätestens seit Konstantin beriefen sich die konstantinischen Kaiser auf eine angebliche Abstammung von Claudius Gothicus, einem Soldatenkaiser, der für seine Siege gegen die Germanen berühmt war. Diese Verbindung wurde wohl erstmals in einem Panegyrikus, einer Lobrede auf Konstantin aus dem Jahr 310, öffentlich gemacht und von da an von Konstantin konsequent propagiert. Die Propaganda wurde auch später noch von einigen Quellen aufgenommen, die Verwandtschaftsverhältnisse dort aber jeweils anders dargestellt. Die moderne Forschung konnte mittlerweile nachweisen, dass es sich um eine Propagandalüge handelte, die wohl die niedrige Herkunft der Dynastie verschleiern sollte. Die Herkunft Constantius’ I. ist unbekannt, schon über seine Eltern wissen wir nichts. Helena, die Mutter Konstantins, wird gar als „Stallwirtin“ bezeichnet; sie war in jedem Fall von sehr niedriger Herkunft.
In der nachfolgenden mehr oder weniger friedlichen Phase gingen aus der Ehe des Konstantin mit Fausta gleich fünf Kinder hervor: Zuerst kam 316 Konstantin II. zur Welt, später folgten Constantius II., Constantina, Constans und Helena, die nach ihrer Großmutter benannt wurde. Konstantin ernannte seine vier Söhne Crispus, Konstantin, Constantius und Constans noch im Kindesalter zu Caesares. 324 kam es noch einmal zum Bürgerkrieg zwischen Konstantin und Licinius, aus dem Konstantin als Sieger hervorging. Licinius und dessen Sohn Licinianus, ein Sohn von Konstantins Halbschwester Constantia, wurden anschließend hingerichtet. Die Dynastie, die von diesem Zeitpunkt an über das gesamte Römische Reich herrschte, vergrößerte sich derweil auch durch die Familien von Konstantins Halbbrüdern: Julius Constantius heiratete Galla und zeugte drei Kinder – Constantius Gallus (* 325/326) und einen weiteren namentlich nicht bekannten Sohn sowie ein Mädchen, das später die erste Frau Constantius’ II. wurde. Nach dem Tod Gallas heiratete Julius Constantius eine Frau namens Basilina, mit der er den späteren Kaiser Julian (* 331) zeugte.
Konstantins Halbbruder Flavius Dalmatius zeugte ebenfalls zwei Söhne, Dalmatius und Hannibalianus. Über die Nachkommenschaft des dritten Halbbruders, Flavius Hannibalianus, ist nichts bekannt, vielleicht verstarb er schon früh. 326 kam es in Konstantins Familie zu einer Tragödie: Konstantin ließ nacheinander zuerst seinen Sohn Crispus, dann seine Frau Fausta töten. Die Ursachen dafür sind heute schwer zu rekonstruieren, antike Quellen berichten von einem Eifersuchtsdrama, es könnte aber auch um machtpolitische Streitigkeiten gegangen sein. Konstantin beteiligte auch die Nachfahren seiner Stiefmutter Theodora an der Reichsherrschaft: 335 erhob er Dalmatius, seinen Halbneffen, zum Caesar und Hannibalianus, dessen Bruder, zum rex. Gleichzeitig verheiratete Konstantin seine Tochter Constantina mit Hannibalianus. Vermutlich wollte Konstantin damit klarmachen, dass Dalmatius und Hannibalianus auch nach seinem Tod an der Herrschaft beteiligt werden sollten.

### Konstantins Söhne und Neffen

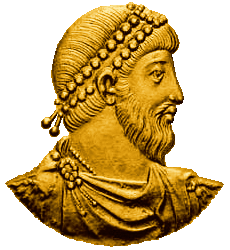
Bildnis Julians auf einer Münze aus Antiochia

Als Konstantin jedoch am 22. Mai 337 starb, kam alles anders: Einige römische Militärs ermordeten in einer Säuberungsaktion fast alle männlichen Verwandten Konstantins – außer dessen Söhnen. Auch Julian und Constantius Gallus, die Söhne des Julius Constantius, überlebten – vielleicht, weil sie zu jung waren, um eine ernsthafte Gefahr darzustellen. Ihr Vater jedoch gehörte gemeinsam mit Hannibalianus, Dalmatius und weiteren zu den Opfern der Morde. Es war offensichtlich, dass die Morde den Herrschaftsanspruch der Konstantinssöhne zementierten, und schon bald wurden diese – vor allem Constantius II. – verdächtigt, die Säuberung befohlen zu haben. Ob dies zutrifft, ist jedoch heute nicht mehr zuverlässig zu rekonstruieren. Konstantin II., Constantius II. und Constans nahmen den Titel Augustus an und teilten das Reich unter sich auf.
Schon 340 kam es jedoch zu Konflikten zwischen Konstantin II. und Constans. Der ältere Konstantin II. marschierte in Italien, dem Reichsteil des Constans, ein und wurde getötet. Zehn Jahre später fiel Constans, der sich im Heer unbeliebt gemacht hatte, dem Usurpator Magnentius zum Opfer, der sich in Gallien erhob. Gegen Magnentius wiederum erhob sich kurz darauf Nepotianus, der Sohn von Konstantins Halbschwester Eutropia, der ebenfalls zur konstantinischen Dynastie zu zählen ist. Magnentius schlug den Aufstand des Nepotianus in Rom jedoch schon bald nieder und ließ ihn hinrichten, seine Mutter wurde im Verlauf von Proskriptionen ermordet.
Constantius II., der letzte verbliebene Sohn Konstantins des Großen, ernannte nun seinen Cousin Constantius Gallus zum Caesar des Ostens und verheiratete ihn mit seiner Schwester Constantina. So konnte er sich im Westen mit Magnentius auseinandersetzen, ohne die Ostgrenze ungedeckt zu lassen. Nachdem Constantius 353 Magnentius endgültig besiegt hatte, musste er aber feststellen, dass Gallus’ Herrschaft im Osten nicht zu seiner Zufriedenheit verlaufen war: Er hatte die Bürger seiner Residenzstadt Antiochia gegen sich aufgebracht und stand im Verdacht, gegen Constantius zu intrigieren. Dieser ließ ihn 354 hinrichten, nachdem kurz zuvor Constantina verstorben war.
353 heiratete Constantius die Offizierstochter Eusebia, nachdem seine erste Frau kurz zuvor verstorben war. Eusebia empfahl ihm, seinen Neffen Julian als neuen Caesar in Gallien einzusetzen. 355 wurde dieser Vorschlag umgesetzt, Julian bekam als Residenzstadt Lutetia (Paris) zugewiesen und wurde mit Constantius’ Schwester Helena verheiratet. Sowohl die Ehe zwischen Constantius und Eusebia als auch die zwischen Helena und Julian blieb kinderlos oder zumindest ohne überlebende Kinder. So erholte sich die inzwischen stark dezimierte konstantinische Dynastie nicht mehr. 360 kam es zum Konflikt zwischen Julian und Constantius, ein Bürgerkrieg wurde nur durch Constantius’ natürlichen Tod 361 verhindert. In diesem Konflikt polemisierte Julian gegen Konstantin, Constantius’ Vater, und bezeichnete ihn als Bastard – ein Rückgriff auf den schon lange schwelenden Konflikt zwischen dem Helena- und dem Theodora-Zweig der Familie. Auch Constantius II. sei daher kein legitimer Kaiser.
Nachdem seine Frau Helena im Winter 360 gestorben war, heiratete Julian nicht mehr. Mit seinem Tod bei einem Feldzug gegen die Perser 363 erlosch die direkte männliche Linie der konstantinischen Dynastie. Ein entfernter Verwandter Julians, Procopius, konnte 365 die allgemeine Wertschätzung für die konstantinische Kaiserdynastie noch einmal ausnutzen, um sich zum Kaiser ausrufen zu lassen. Sein Aufstand wurde jedoch schon wenig später niedergeschlagen. Kurz vor seinem Tod hatte Constantius II. Faustina geheiratet, die ihm nach seinem Tod endlich ein Kind schenkte, auch wenn es nur eine Tochter war: Constantia heiratete später den Kaiser Gratian und verband so die konstantinische mit der valentinianischen Dynastie.

## Herrscherliste
| Herrscher          | Vollständiger Name                              | Regierungszeit          | Anmerkungen                                                                              |
| ------------------ | ----------------------------------------------- | ----------------------- | ---------------------------------------------------------------------------------------- |
| Constantius I.     | Marcus Flavius Valerius Constantius             | 293–305 305–306         | Caesar in Gallien Kaiser im Westen                                                       |
| Konstantin I.      | Gaius Flavius Valerius Constantinus             | 306–307/310 307/310–337 | Caesar (nominell) in Gallien Kaiser im Westen, ab 324 Alleinherrscher                    |
| Bassianus          | unbekannt                                       | 314/316                 | Caesar (designiert) in Italien                                                           |
| Crispus            | Flavius Iulius Valerius Crispus                 | 317–326                 | Caesar in Gallien                                                                        |
| Konstantin II.     | Flavius Claudius Constantinus                   | 317–337 337–340         | Caesar in Italien, ab 328 in Gallien Kaiser im Westen                                    |
| Constantius II.    | Flavius Iulius Constantius                      | 324–337 337–361         | Caesar im Osten Kaiser im Osten, 350/353–360 Alleinherrscher                             |
| Constans           | Flavius Iulius Constans                         | 333–337 337–350         | Caesar in Italien Kaiser im Westen (338–339 auch im Osten), bis 340 neben Konstantin II. |
| Dalmatius          | Flavius Iulius Delmatius                        | 335–337                 | Caesar in den Balkanprovinzen                                                            |
| Hannibalianus      | Flavius Hannibalianus                           | 335/36–337              | Rex in Kappadokien (?)                                                                   |
| Nepotianus         | Flavius Iulius Popilius Nepotianus Constantinus | 350/51                  | Mit(?)kaiser in Rom, gegen Magnentius                                                    |
| Constantius Gallus | Flavius Claudius Constantius Gallus             | 351–354                 | Caesar in Syrien                                                                         |
| Julian             | Flavius Claudius Iulianus                       | 355–360 360–363         | Caesar in Gallien Kaiser im Westen, ab 361 Alleinherrscher                               |